# ناصر کنعانی
ناصر کنعانی (زادهٔ ۱۳۴۹ در تهران) دیپلمات ایرانی است که از تیر سال ۱۴۰۱ تا مهر ۱۴۰۳ به‌عنوان سخنگوی وزارت امور خارجه فعّالیت می‌کرد.
او همچنین رئیس دفتر حفاظت منافع ایران در مصر از سال ۱۳۹۷ تا  ۱۴۰۱ بود. ناصر کنعانی پیشتر ریاست ستاد عراق وزارت امور خارجه، معاون اداره 
خاورمیانه عربی و شمال آفریقا بود و در دولت دوم محمود احمدی‌نژاد از سال ۱۳۸۶ تا ۱۳۸۹ به مدت ۳ سال سمت سفیر جمهوری اسلامی ایران در کشور اردن را برعهده داشت.